# 加藤優希
加藤 優希（かとう ゆうき、1997年2月3日 - ）は、日本の女子バスケットボール選手である。ポジションはSF。バスケットボール女子日本リーグの東京羽田ヴィッキーズ所属。
愛知県安城市出身。父は元住友金属所属で日本代表歴もある加藤千豊、母は元シャンソン化粧品の（旧姓）野倉陽子、兄はJBA公認プロレフェリーの加藤誉樹。

## 来歴
名古屋市立若水中学校で全中優勝、桜花学園高校でも三冠を達成。FIBA U17バスケットボール・ワールドカップに2大会連続出場。
卒業後、シャンソン化粧品に入社。
2019年、トヨタ紡織に移籍。
2020年8月、女子日本代表候補に選出される。
2021-22,2022-23シーズンには2年連続でWリーグオールスターにも選出。2024年シーズンをもってトヨタ紡織を自由契約により退団し、東京羽田ヴィッキーズへの移籍加入となる。

## 経歴
- 桜花学園高 - シャンソン化粧品（2015年〜2019年） - トヨタ紡織（2019年〜）

## 日本代表歴
- 2012 U17ワールドカップ
- 2013 U16アジアカップ（準優勝）
- 2014 U17ワールドカップ
- 2015 U18アジアカップ（準優勝）